# スタットオーム
スタットオーム(statohm)は、CGS単位系の静電単位系における電気抵抗の単位である。
静電単位系における単位は、電磁単位系における相当の単位との間で光速度の羃常倍の関係がある。電磁単位系の単位は「絶対単位」と呼ばれ、スタットオームに対応する電磁単位系の単位はアブオームである。スタットオームとアブオームの関係は以下の通りである。
1 statohm  = c2 abohm = 8.987551787×1020 abohm
ここで、cはセンチメートル毎秒単位の光速度の値である。
これらの単位は現在では使われていない。国際単位系(SI)における相当の単位はオームである。スタットオームはオームの約1012倍の大きさがあり、かつて使われたことのある電気抵抗の単位の中で最も値が大きい。実用の単位としては、スタットオームは大きすぎ、アブオームは小さすぎる。
1 statohm  = 8.987551787×1011 ohm